# Habighorst
Habighorst là một đô thị ở huyện huyện Celle, trong bang Niedersachsen, nước Đức. Đô thị Habighorst có diện tích 15,84 km².